# Evangelio de Gamaliel

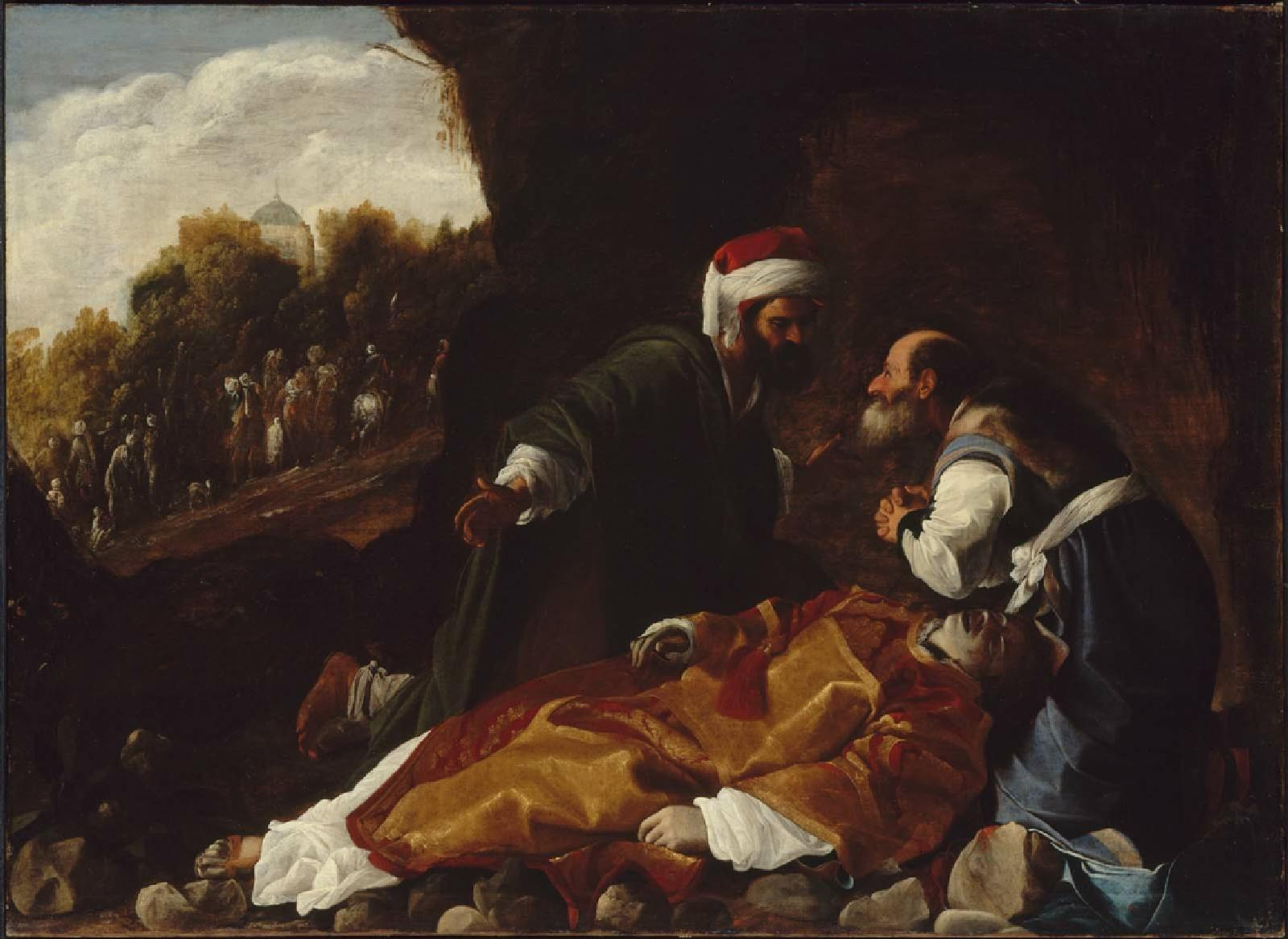
San Esteban llorado por los santos Gamaliel y Nicodemo, seguidor de Carlo Saraceni, 1615, Museo de Bellas Artes, Boston.

El Evangelio de Gamaliel es uno de los apócrifos del Nuevo Testamento.  El texto, originalmente en copto, se atribuye falsamente a Gamaliel y, como el Evangelio de Nicodemo y el Evangelio de José de Arimatea, habla de la pasión y resurrección de Cristo.

## Gamaliel en los evangelios canónicos
Gamaliel solo se menciona dos veces en la Biblia: la primera en Hechos 5 y la segunda en Hechos 22. Según estos pasajes, sería el maestro de Pablo y quien impidió la muerte de los apóstoles por los judíos.

## Contenido
El evangelio es compuesto por dos textos: el Lamento de la Vírgen y el Martirio de Pilato. El lamento de la Virgen es una homilía donde la Virgen María expresa su dolor al ver la muerte de su hijo. El martirio de Pilato es la perspectiva de Gamaliel sobre la pasión y resurrección de Jesús.
El título de este texto proviene de estudiosos modernos que lo identificaron entre fragmentos y en una homilía (el Lamento de María) (fuente H), que mezcla la narrativa escrita en la perspectiva de Gamiliel (fuente G) con las palabras del homilista.

## El Lamento de la Virgen
El Lamento de María, transmitido en el manuscrito etíope,no es apropiado para la segunda mitad de la homilía;en la segunda parte de la narración, la Virgen no se menciona en absoluto.  En un manuscrito, ciertamente tardío, encontramos una división del folleto en once capítulos.  En los primeros cinco, no siempre es claramente evidente dónde tenemos que ver con la narrativa original de Gamaliel (G) y dónde con las adiciones del homilista (H):
I.1-16 Exordio de la homilía (H);
I.17-35 primer lamento de la Virgen (H);
I.36-44 María y los apóstoles (dudoso);
I.45-55 según el lamento de la Virgen (H, pero en los versículos 49-51 posiblemente G en forma abreviada);
I.56-59 Juan ocupa el lugar de Pedro (G);
I.60 a II.12 la Virgen se dirigió al Calvario (H);
II.13-21 la Madre bajo la cruz (G?);
II.22-26 otros lamentos de la Virgen (H);
II.27-34 continuación de la narrativa (G);
II.35-38 Palabras de despedida de María (H);
II.39-41 terremoto y oscuridad con la muerte de Jesús (G);
II.42-51 renovado lamento de la Virgen (H);
II.52-III.25 continuación de la narrativa (G);
III.26-40 inserción por el homilista (H);
III.40-IV.4 continuación de la narrativa (G);
Desarrollos homiléticos IV.5-V.1 (H).
Del V.2 al XI.11, tenemos la narrativa de Gamaliel, rara vez interrumpida por algunas explosiones retóricas del homilista (por ejemplo, VIII.4).
VI.21-VII.9 Pilato cree en la resurrección de Jesús;
VII.10-21 interroga a los soldados que estaban de guardia en la tumba y desenmascara sus falsedades;
VII.22-VIII.14 curación del capitán por contacto con la Sábana Santa de Jesús;
VIII.15-XI.5 resucitar a un hombre muerto en la tumba de Jesús;
Explicación XI.6-11 del ostensivo testigo ocular Gamaliel.
El pasaje final (XI.12-50) con el intercambio de cartas entre Pilato y Herodes es probablemente una continuación posterior de la historia de Gamaliel, que termina en XI.50.  14 la curación del capitán a través del contacto con el sudario de Jesús;
Explicación XI.6-11 del ostensivo testigo ocular Gamaliel.  El pasaje final (XI.12-50) con el intercambio de cartas entre Pilato y Herodes es probablemente una continuación posterior de la historia de Gamaliel, que termina en XI.50.

## La Resurrección de Jesús
La resurrección de Jesús es la creencia religiosa cristiana según la cual, después de haber sido condenado a muerte y ser crucificado, Jesús fue resucitado de entre los muertos, como «primicias de los que durmieron» (1 Corintios 15:3-4), siendo exaltado como Cristo (Mesías) y Señor.
Las principales apariciones de Jesús resucitado en los evangelios canónicos (y, en menor medida, otros libros del Nuevo Testamento) son reportadas como sucedidas después de su muerte, entierro y resurrección, pero antes de su ascensión. Entre estas fuentes, la mayoría de los estudiosos creen que la Primera Epístola a los Corintios es la más antigua, escrita por el apóstol Pablo, junto con Sóstenes, c. 55 d. C. Por último, el apócrifo Evangelio de los Hebreos relata una aparición a Jacobo, el hermano de Jesús.
Diferente de Marcos y Juan,el evangelio de Gamaliel relata que Jesús apareció primero a su madre,María, y no a María Magdalena:
 Cuando acuden a su tumba para ver el cuerpo de aquellos  por quienes lloran, gran consuelo y gran .. resultado para ellos. En cuanto a mí, salí a verlo .. con todos estos ... colgando en la cruz como un ladrón .. He aquí. ".  Abrió los ojos, ya que estaban cerrados para no mirar hacia la tierra por sus escándalos.  Y ella le dijo con alegría: 'Oh Maestro, mi Señor, mi Dios, mi Hijo, has resucitado, realmente has resucitado'. Pero Él la contuvo y le imploró, diciendo: 'Madre mía, no me toques.  Espera un poco, porque es la prenda que me dio mi Padre cuando me levantó.  Es imposible que algo camal me toque hasta que no vaya al cielo.  "Este cuerpo, sin embargo, es aquel en el que pasé nueve meses en tu vientre ... Conoce estas cosas. Oh madre mía. Esta carne es la que recibí en ti. Es la que reposó en mi tumba, y  es también el que se levantó hoy y que está ahora ante ti. Examina bien mis manos y mis pies, oh María, madre mía, y reconoce que soy a mí a quien has alimentado. No dudes, oh madre mía,  que yo soy tu Hijo. Yo te entregué en las manos de Juan cuando estaba colgado en la cruz. "Ahora, oh madre mía, ve de prisa y díselo a mis hermanos y diles. Galilea donde me encontrarás.  Apresúrate porque no soy yo para no ir al cielo a mi Padre.  según las palabras que os he dicho, ve al sible por los que han sufrido conmigo en la tierra...